# Миграционный кризис в Техасе (2024)
Миграционный кризис в Техасе — конфликт между властями штата Техас (США) и нелегальными мигрантами. Является частью  пограничного кризиса США и Мексики и пример обострения политической поляризации в США.

## Ситуация в Техасе и причины кризиса
Техас, имеющий самую протяженную границу с Мексикой, оказался в центре миграционного кризиса. В 2023 финансовом году количество нелегальных пересечений границы достигло рекордных 2 млн 476 тыс. случаев. Декабрь 2023 года стал месяцем с самым высоким показателем прибытия мигрантов с юга — 225 тысяч человек, чего не наблюдалось с 2000 года.
Губернатор Техаса Грег Эбботт с 2021 года проводит многомиллиардную кампанию по введению жестких мер на границе для сдерживания мигрантов. Эти действия вызывают регулярные конфликты с федеральным центром. 
С 2022 по январь 2023 года в рамках операции «Одинокая звезда» власти Техаса вывезли в другие штаты более 102 000 нелегальных мигрантов. 
На реке Рио-Гранде по границе между Мексикой и США установлена колючая проволока и буи.
В октябре 2023 года президент США Д. Байден обратился к Конгрессу с призывом предоставить финансирование на охрану границы.

### Конфликт вокруг Игл-Пасс
В январе 2024 года ситуация, вызванная несогласием властей штата Техас с администрацией Байдена по вопросу о контроле на границе между Мексикой и США, обострилась. Федеральный суд США обязал власти штата Техас демонтировать проволочные заграждения на границе с Мексикой, но они отказались. Кроме этого, губернатор Грег Эбботт обвинил федеральные власти и лично президента Байдена в пособничестве активизации нелегальной иммиграции в США. Национальной гвардии Техаса был отдан приказ противодействовать федеральным силам в снятии проволочных заграждений.
27 января с аналогичным заявлением выступил профсоюз агентов и сотрудников пограничной службы США.
29 января генеральные прокуроры 26 штатов США выступили в поддержку права Техаса самостоятельно защищать участок границы с Мексикой.
На границе Техаса замечена увеличенная активность военной техники; согласно последним отчетам, войска развернуты для поддержки охраны границы и предотвращения нелегальных пересечений: войска осуществляют патрулирование на границе, используя современное военное оборудование, включая беспилотные летательные аппараты и военные транспортные средства. Это решительное военное присутствие призвано обеспечить дополнительную безопасность и координацию усилий в борьбе с растущим напряжением на границе.
Губернаторы половины американских штатов выразили поддержку техасским властям, направив туда войска в рамках конфликта с федеральным центром (см. Политическая поляризация в США); это вызвало серьёзные напряжения между региональными и федеральными властями.
Эксперты отмечают, что конфликты между штатовскими и федеральными властями, а также рост напряжённости в обществе, могут стать зародышем для серьёзных внутренних противоречий в США.
В первых числах марта и Байден и Трамп почти одновременно посетили, в рамках предвыборной кампании, штат Техас и мексиканскую границу (Трампа при этом сопровождал губернатор штата).

## Мигранты на границе с Мексикой
Президент Соединённых Штатов Америки Джо Байден рассматривает[когда?] возможность принятия решительных мер по закрытию границы с Мексикой в ответ на разгоревшийся в Техасе кризис. Согласно законопроекту о защите границы, президент США будет наделен полномочиями по её закрытию в случае, если она станет «перегруженной». Президент Байден охарактеризовал предлагаемые меры как «самые жёсткие» в истории страны, но при этом подчеркнул их справедливость.
«Если мне дадут эти полномочия, я воспользуюсь ими в день подписания законопроекта. Охрана границы в результате этих переговоров — это победа для Америки», — заявил Байден.